# Don Tosendjojo
Don Tosendjojo (17 juni 1973) is een Surinaams politicus. Hij was van 2014 tot 2015 minister van Handel, Industrie en Toerisme.

## Biografie
Don Tosendjojo is afkomstig uit Moengo en was negentien jaar lang actief in het onderwijs en daarnaast op verschillend ander gebied.
Tijdens de verkiezingen van 2010 was hij lijsttrekker van de VolksAlliantie vanuit Pertjajah Luhur (PL) in Marowijne maar werd niet verkozen. Hierna stapte hij over naar de ABOP, die in die periode deel uit maakte van de regering. Nadat president Desi Bouterse de PL op 14 april 2014 uit de coalitie zette, kwam de ministerspost van Raymond Sapoen  (PL) op Handel, Industrie en Toerisme vrij. Voor het eind van de maand volgde Tosendjojo hem hier op. Na de verkiezingen van 2015 werd hij opgevolgd door Sieglien Burleson.
Tosendjojo houdt zich bezig met verschillende sociale activiteiten. Sinds circa 2018 is hij lid van het bestuur van Amor Vitae, de liefdadigheidsorganisatie die gestart werd door Gail Eijk. Ook is hij eind jaren 2010 de trekker van het Nationale Gamelan Platform van de Vereniging Herdenking Javaanse Immigratie. Hij is bij tijden ook zelf actief op muzikaal gebied.